# Папратовидни
 Тази статия е за растението.  За селото в Южна България вижте Папрат (село).  За селото в Егейска Македония вижте Папрат (дем Кукуш).
Папратовидните (Polypodiopsida) са отдел спорови васкуларни растения.

## Описание
Те се отличават от по-примитивните плауновидни по наличието на истински листа, а от по-развитите семенни растения – по отсъствието на семена. При папратовидните гаметофитът е самостоятелен организъм. Имат корени и тъкани. Коренът и стъблото са покрити с епидермис. Размножават се безполово: вегетативно или чрез спори, или полово.

## Класификация
Отдел Папратовидни
- Клас Хвощовидни (Equisetopsida, Equisetophyta)
  - Разред Equisetales
    - Семейство Хвощови (Equisetaceae)
    - Семейство †Archaeocalamitaceae
    - Семейство †Calamitaceae

  - Разред †Pseudoborniales
    - Семейство †Pseudoborniaceae

  - Разред †Sphenophyllales
    - Семейство †Sphenophyllaceae
- Клас Marattiopsida
  - Разред Marattiales
    - Семейство Marattiaceae Bercht & J. Presl, 1820
- Клас Псилотовидни (Psilotopsida, Psilotophyta)
  - Разред Змийски папрати (Ophioglossales)
    - Семейство Змийскоезикови (Ophioglossaceae)

  - Разред Psilotales
    - Семейство Psilotaceae
- Клас Същински папрати (Polypodiopsida, Pteridopsida)
  - Разред Cyatheales
    - Семейство Cibotiaceae Smith, 2006
    - Семейство Culcitaceae
    - Семейство Циатееви (Cyatheaceae) Georg F. Kaulfuss, 1827
    - Семейство Диксониеви (Dicksoniaceae)
    - Семейство Metaxyaceae
    - Семейство Loxsomataceae
    - Семейство Plagiogyriaceae
    - Семейство Thyrsopteridaceae

  - Разред Gleicheniales
    - Семейство Gleicheniaceae
    - Семейство Dipteridaceae
    - Семейство Matoniaceae

  - Разред Hymenophyllales
    - Семейство Hymenophyllaceae

  - Разред Osmundales
    - Семейство Царскопапратови (Osmundaceae) Bercht. & J. Presl, 1820

  - Разред Polypodiales
    - Семейство Изтравничеви (Aspleniaceae)
    - Семейство Blechnaceae Edwin B. Copeland, 1947
    - Семейство Davalliaceae
    - Семейство Dennstaedtiaceae
    - Семейство Дриоптерисови (Dryopteridaceae)
    - Семейство Lindsaeaceae
    - Семейство Grammitidaceae
    - Семейство Lomariopsidaceae
    - Семейство Oleandraceae
    - Семейство Onocleaceae
    - Семейство Многоножкови (Polypodiaceae)
    - Семейство Pteridaceae E.D.M. Kirchn, 1831
    - Семейство Saccolomataceae
    - Семейство Tectariaceae Panigrahi, 1986
    - Семейство Телиптеридови (Thelypteridaceae) Ching & R.E.G. Pichi-Sermolli, 1970
    - Семейство Woodsiaceae

  - Разред Водни папрати (Salviniales)
    - Семейство Разковничеви (Marsileaceae)
    - Семейство Лейкови (Salviniaceae)

  - Разред Schizaeales
    - Семейство Anemiaceae
    - Семейство Schizaeaceae
    - Семейство Lygodiaceae

  - Разред †Zygopteridales
    - Семейство †Zygopteridaceae
- Клас †Cladoxylopsida
  - Разред †Pseudosporochnales
  - Разред †Iridopteridales

Отдел Папратови са висши кормусни растения, на които спорите за безполово размножаване са събрани на групи по листата. Половото размножаване е зависимо от водата. За пръв път в растителния свят при папратовите се обособява корен. Приспособени са към сухоземен начин на живот и са едни от най-древните представители на кормусните растения. В света са познати около 20 000 вида.

## Обща характеристика
Папратовите са тревисти или дървесни растения. В България се срещат само тревисти папрати. Корените обикновено са влакнести. При повечето видове стъблата почти не са развити или са видоизменени подземни коренища. Листата нарастват с върха си. Обикновено те са силно развити, имат различни размери и най-разнообразна форма.

## Размножаване и развитие
Папратовите се размножават безполово (вегетативно или чрез спори) и полово чрез полови клетки. Вегетативното размножаване най-често е чрез накъсване на коренището. Спорите се развиват в многоклетъчни органи (спороангии), които са събрани в групи спороси, най-често по-долната повърхност на листата. След покълване на спорите се развива малка сърцевидна зелена пластинка. Тя се прикрепя към почвата чрез ризоиди. Върху нея се развиват мъжките и женските размножителни органи. Оплождането става само при наличие на водна среда.

## Местообитание
Папратовите растения растат при разнообразни условия. Най-често се срещат във влажни сенчести и блатисти места. Някои растат по дърветата (в тропичните гори).

## Представители
В България се срещат 45 вида папрати – в горите, по скалите, в езерата и блата. Широко разпространени са орловата папрат, волският език, сладката папрат, мъжката папрат, женската папрат и др. Други 13 вида са защитени (четирилистно разколниче, плаваща лейка и др.)

## Значение
В тропическите страни, където са разпространени най-много видове папрати, някои служат за храна, а други се прилагат в медицината.

## Други
На папратите е наречена улица в квартал „Драгалевци“ в София (Карта).